# Buziaș
Buziaș (også kendt som Băile Buziaș eller Buziaș-Băi; ungarsk: Buziásfürdő; tysk: Busiasch) er en by i distriktet Timiș i Rumænien. Takket være sine helbredende kilder var det engang et af de mest berømte kurbyer i Ungarn og derefter i Rumænien; den har optrådt i adskillige internationale kataloger og er ofte blevet omtalt som "Banatets Perle" eller "Bad Nauheim af Banatet".:21–28 
Den administrerer to landsbyer: Bacova og Silagiu.
Byen har 6.834 (2021) indbyggere.

## Historie
Den blev kaldt Ahibis af romerne og Buziaș blev første gang nævnt af Karl 1. af Ungarn i et dokument fra 1321. Indtil begyndelsen af det 19. århundrede var det en ubetydelig landsby væk fra hovedruter. Det skylder sit ry til de helbredende virkninger af lokale mineralkilder, som først blev analyseret i 1811. I 1911 blev det officielt erklæret som et kurbad af national interesse.

## Geografi
Buziaș ligger i det vestlige Rumænien, ca. 35 km fra Timișoara og 25 km fra Lugoj, og er forbundet til begge med vejen DJ592 og jernbanen Timișoara–Buziaș–Lugoj. Byen ligger på den øvre del af floden Timiș, ved mødet mellem den østlige del af Banat-sletten og Banat-bakkerne. Buziaș har et areal på 104 km² og grænser op til Racovița mod nord, Darova og Boldur mod øst, Chevereșu Mare og Nițchidorf mod vest og distriktet Caraș-Severin mod syd.

## Galleri
- Bazarvilla i kurbad-komplekset
- Kolonnade
- Springvand i byparken
- Den nygotikske romersk katolske kirke fra 1875
- Sankt Peter og Paulus ortodokse kirke fra 1833